# Kleingebiet Gárdony
Das Kleingebiet Gárdony (ungarisch Gárdonyi kistérség) war bis Ende 2012 eine ungarische Verwaltungseinheit (LAU 1) innerhalb des Komitats Fejér in Mitteltransdanubien in Ungarn. Im Zuge der Verwaltungsreform von 2013 ging es in den nachfolgenden Kreis Gárdony (ungarisch Gárdonyi járás) über, der noch um die Gemeinde Szabadegyháza aus dem Kleingebiet Adony erweitert wurde.
Im Kleingebiet Gárdony lebten Ende 2012 auf einer Fläche von 265,15 km² 27.633 Einwohner. Der Verwaltungssitz befand sich in Gárdony.

## Städte
- Gárdony (9.952 Ew.)
- Velence (5.445 Ew.)

## Gemeinden
Nachfolgende sieben Gemeinden gehörten zum Kleingebiet Gárdony:
| Kápolnásnyék | Nadap | Pákozd      | Pázmánd |
| Sukoró       | Vereb | Zichyújfalu |         |